# Baronissi
Baronissi est une commune de la province de Salerne, dans la région Campanie, en Italie.

## Histoire
En 1806, Fra Diavolo, en lutte contre les troupes d'occupation françaises, est capturé à Baronissi par le général Léopold Hugo, père de Victor Hugo.

## Administration
| Période                                  | Période   | Identité             | Étiquette | Qualité |
| ---------------------------------------- | --------- | -------------------- | --------- | ------- |
| Les données manquantes sont à compléter. |           |                      |           |         |
| avril 2003                               | juin 2009 | Francesco Cosimato   |           |         |
| juin 2009                                | juin 2014 | Giovanni Moscatiello |           |         |
| juin 2014                                | En cours  | Gianfranco Valiante  |           |         |

### Hameaux
Sava, Saragnano, Caprecano, Fusara, Aiello, Antessano, Acquamela, Orignano, Capo Saragnano, Casal Barone, Casal Siniscalco.

### Communes limitrophes
Castiglione del Genovesi, Cava de' Tirreni, Fisciano, Mercato San Severino, Pellezzano, Salerne.

### Culture et patrimoine
La commune abrite la « maison de la poésie » (Casa della Poesia), qui organise des événements poétiques mondiaux.

## Jumelage
Portes-lès-Valence (France).